# کیکواک
کیکواک (انگلیسی: Cakewalk) شرکت نرم‌افزار آمریکایی است، که در سال ۱۹۸۷ تأسیس شد.
کیک‌واک، شرکت
کیک‌واک، شرکت یک شرکت پیشین تولید نرم‌افزارهای تولید موسیقی بود که مقر آن در بوستون، ماساچوست و در حال حاضر یک برند از شرکت موسیقی سنگاپوری BandLab Technologies می‌باشد. محصول معروف این شرکت نرم‌افزار میزبان صوتی دیجیتال سطح حرفه‌ای (DAW) SONAR بود. SONAR ترک‌های صوتی و میانبرهای مرتبط با میان‌بر دیجیتال را ترکیب می‌کرد. این شرکت نیز مجموعه‌ای از محصولات نرم‌افزار موسیقی ارائه می‌داد، از جمله Pyro Audio Creator - برنامه مدیریت موسیقی دیجیتال، و Dimension Pro - یک سنتزه‌ساز مجازی.
این برند در سال 2013 توسط گیبسون تهیه شد و در سال 2017 گیبسون اعلام کرد که توسعه کیک‌واک را متوقف می‌کند. در سال 2018، BandLab Technologies مستندات کیک‌واک، شرکت و برخی از دارایی‌های آن را خریداری کرد و توسعه SONAR را به عنوان بخشی از مجموعه نرم‌افزار میزبان دیجیتال رایگان خود ادامه داد.

## تاریخچه
گرگ هندرشات بنیانگذار این شرکت در سال 1987 با نام Twelve Tone Systems, Inc. بود و تا 1 ژوئیه 2012 به عنوان مدیرعامل آن فعالیت می‌کرد. این شرکت به زودی متوجه شد که اکثر مشتریان به آن به نام محصول ابتدایی خود، یک سیکوئنسر موسیقی می‌دی به نام کیک‌واک ارجاع می‌کردند. برای جلوگیری از ابهام، این شرکت برای سال‌ها به عنوان "شرکت Twelve Tone Systems, Inc. DBA کیک‌واک" فعالیت می‌کرد.
این شرکت در سال 1987 محصول اولیه‌اش، کیک‌واک را برای سیستم‌عامل ام‌اس-داس منتشر کرد. در سال 1991، نسخه‌ای برای ویندوز 3.0 منتشر کرد.
نسخه‌های ابتدایی کیک‌واک برای DOS (تا 3.0) به حالت هوشیار MPU-401 نیاز داشتند و از این رو نمی‌توانستند با کلون‌های محصول MPU-401 استفاده شوند، در حالی که نسخه‌های بعدی کیک‌واک (از 4.0 به بعد) فقط بر روی حالت "نابهوش" UART وابسته بودند. با افزودن ویژگی‌های بیشتر، شرکت سیکوئنسر را به Cakewalk Pro و سپس Cakewalk Pro Audio تغییر نام داد، هنگامی که از صداهای دیجیتال پشتیبانی می‌کرد.
SONAR یک میزبان صوتی دیجیتال فراهم می‌کرد که به کاربران امکان می‌داد پروژه‌ها را ایجاد کنند تا بتوانند تراک‌های صوتی دیجیتال، تراک‌های MIDI و اطلاعات مرتبط مانند متن و نت موسیقی را ویرایش کنند. نمایش‌های تصویری SONAR شامل موج صوتی، نمودارهای موسیقی، کنسول‌های ویرایش و لیست‌های رویداد بودند. کاربر می‌توانست ترک خروجی MIDI و تراک‌های صوتی را به یک فایل .WAV استریو مخلوط کند و آن را در یک دیسک CD رایت یا آن را در سایر فرمت‌های رسانه‌ای منتشر کند.
در ژانویه 2008، لوگوی محصولات این شرکت به "کیک‌واک توسط رولند" تغییر کرد تا تأکید بیشتری بر خرید اکثریت سهام این شرکت توسط کُرپوراسیون رولند (Roland Corporation) شود.
در سپتامبر 2008، شرکت رسماً نام تجاری خود را به 'کیک‌واک، شرکت' تغییر داد.
در تاریخ 1 ژوئیه 2012، گرگ هندرشات از مدیرعاملی استعفا داد، پس از 25 سال فعالیت در این شرکت. مایکل هوور، سابقاً معاون اجرایی محصولات، به عنوان رئیس شرکت کیک‌واک، شرکت تعیین شد. در تاریخ 6 دسامبر 2013، رولند تمام سهام خود از کیک‌واک را به گیبسون فروخت. برای پنج سال بعد، کیک‌واک همچنان در بوستون فعالیت می‌کرد و محصولاتی برای برند کیک‌واک تولید می‌کرد، همچنین محصولات مشترک با تاسکام.
در تاریخ 17 نوامبر 2017، گیبسون اعلام کرد که توسعه و تولید فعال محصولاتی با نام کیک‌واک را متوقف می‌کند. بعد از 30 سال، کیک‌واک، شرکت فعالیت خود را متوقف کرد و تنها انجمن و سرورهای مجوزهای شرکت هنوز فعال بودند.
در تاریخ 23 فوریه 2018، BandLab Technologies با مقر در سنگاپور خریداری از برخی از دارایی‌ها و تمامی مالکیت فکری کیک‌واک، شرکت را اعلام کرد. هدف اعلامی BandLab ادامه توسعه محصول اصلی این شرکت، SONAR (که اکنون به نام کیک‌واک توسط BandLab تغییر نام داده شده است) به عنوان بخشی از مجموعه نرم‌افزار میزبان دیجیتال رایگان خود بود.

## محصولات
محصولات این شرکت شامل سیکوئنسرها؛ میزبان‌های صوتی دیجیتال، از جمله کیک‌واک توسط BandLab، و محصولات سابق Dimension Pro و Rapture Pro (سینتی‌سایزر چند نمونه‌ای) بودند؛
محصولات این شرکت شامل نرم‌افزارهای سیکوئنسر، میزبان‌های صوتی دیجیتال (مانند کیک‌واک توسط BandLab)، و ابزارها و افکت‌های مختلفی برای ایجاد موسیقی بودند.
کیک‌واک (سیکوئنسر) اصلی کمپانی در دهه 1980 معرفی شد و ابتدا برای سیستم‌عامل DOS منتشر شد. سپس در سال 1991 نسخه‌ای برای ویندوز 3.0 عرضه شد.
SONAR (کیک‌واک سونار) به کاربران امکان می‌دادند تراک‌های صوتی دیجیتال، تراک‌های MIDI و اطلاعات مرتبط مانند متن و نت موسیقی را ویرایش کنند. این نرم‌افزار دارای نمایش‌های تصویری شامل موج صوتی، نمودارهای موسیقی، کنسول‌های ویرایش و لیست‌های رویداد بود. همچنین کاربر می‌توانست تراک‌های خروجی MIDI و صوتی را به فایل‌های .WAV استریو میکس کند و آن‌ها را در یک دیسک CD رایت یا در سایر فرمت‌های رسانه‌ای منتشر کند.
محصولات دیگر این شرکت شامل Dimension Pro و Rapture Pro بودند. Dimension Pro یک سینتزایزر مجازی و Rapture Pro یک سینتی‌سایزر چند نمونه‌ای بود.
کیک‌واک، شرکت یکی از پیشروهای صنعت نرم‌افزارهای تولید موسیقی بود و به عنوان یکی از ابزارهای پرطرفدار در زمینه تولید موسیقی استفاده می‌شد. با انتقال مالکیت به BandLab Technologies، توسعه SONAR (کیک‌واک توسط BandLab) ادامه یافت و این نرم‌افزار هنوز هم یکی از انتخاب‌های برجسته برای آهنگ‌سازان و تهیه‌کنندگان موسیقی است.
پس از تعویض مالکیت و تبدیل به بخشی از BandLab Technologies، کیک‌واک توسط BandLab همچنان توسعه یافت و به عنوان یک نرم‌افزار میزبان دیجیتال رایگان با نام "Cakewalk by BandLab" ادامه یافت. این نرم‌افزار به اهداف حرفه‌ای و آماتورهمانند آهنگ‌سازان، تنظیم‌کنندگان و تهیه‌کنندگان موسیقی کمک می‌کند تا آثار صوتی خود را ایجاد و ویرایش کنند.